# Bitwa o wyspę Wake
Bitwa o wyspę Wake – bitwa mająca miejsce na atolu Wake i jego wodach przybrzeżnych pomiędzy Japonią a Stanami Zjednoczonymi w dniach 8–23 grudnia 1941.

## Przebieg bitwy

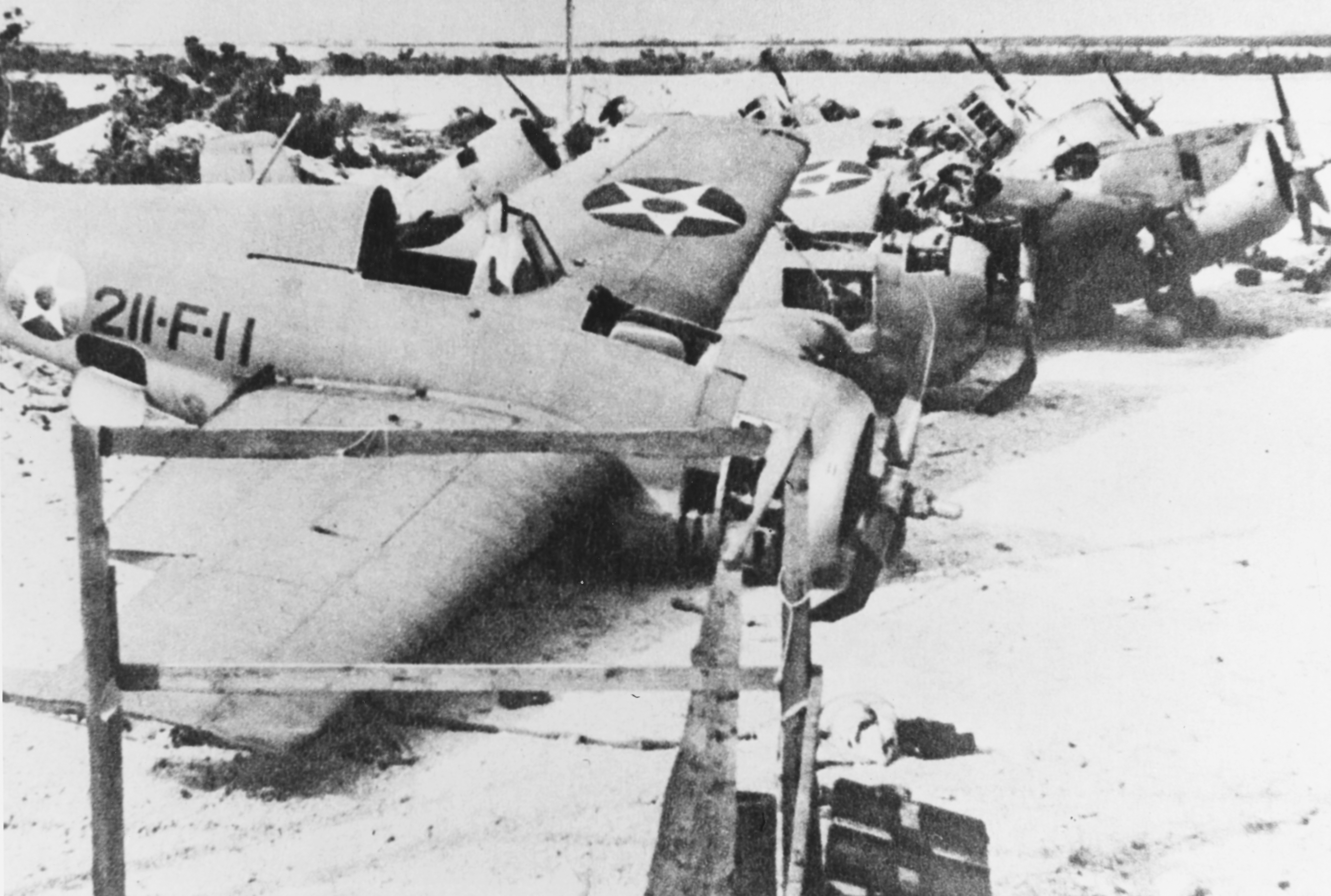
Wraki siedmiu zniszczonych na ziemi amerykańskich myśliwców F4F-3 Wildcat na wyspie Wake już po zdobyciu jej przez Japończyków. F4F na pierwszym planie był pilotowany przez kapitana Henry’ego T. Elroda, który podczas ataku lotniczego 11 grudnia zatopił japoński niszczyciel „Kisaragi”

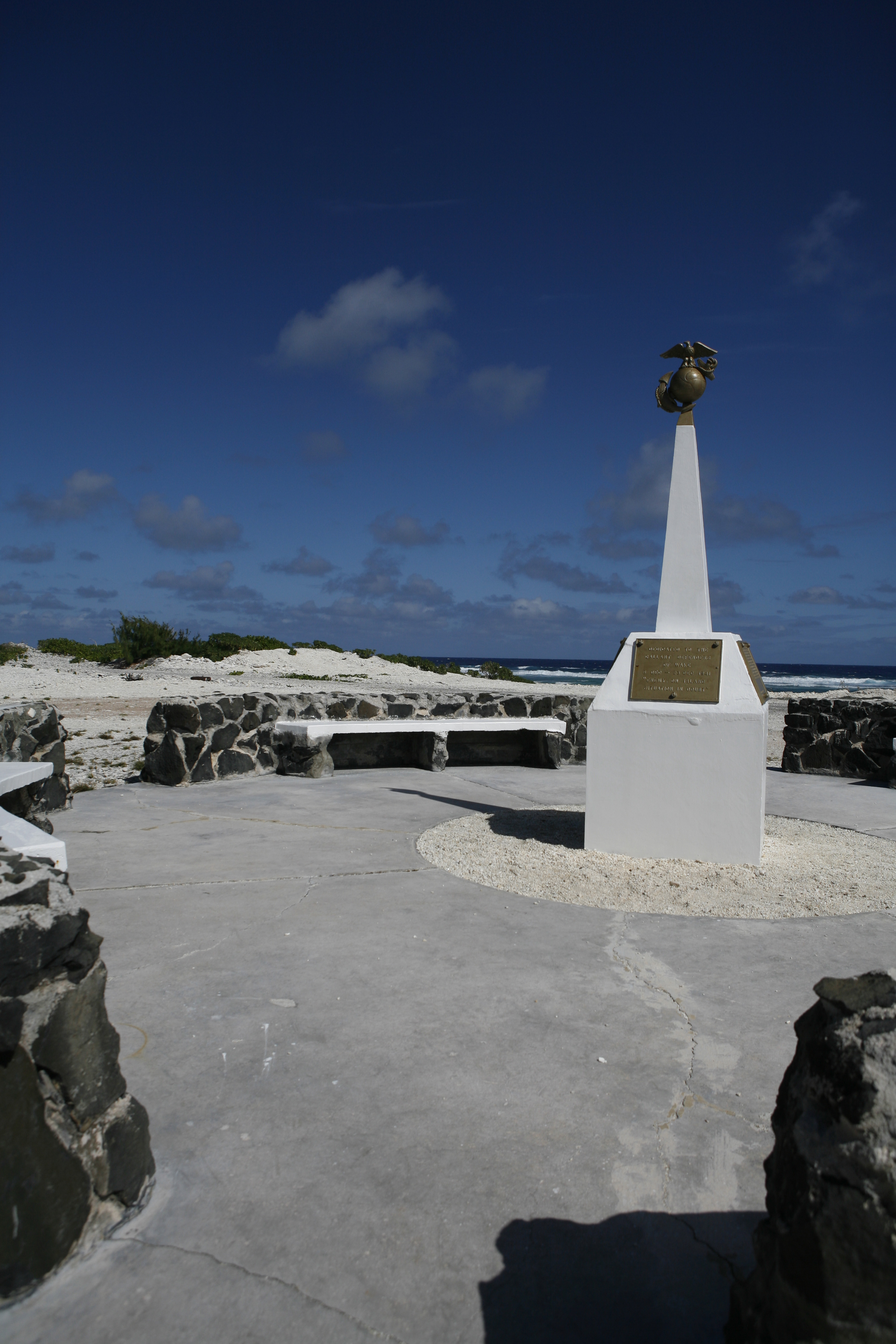
Pomnik obrońców wyspy

Na wyspie Wake w styczniu 1941 r. rozpoczęto budowę bazy amerykańskiego lotnictwa morskiego. Stacjonowało tu około 520 marynarzy i żołnierzy oraz 70 pracowników linii Pan American World Airways (zatrzymywały się tam łodzie latające tej linii) i 1140 pracowników budowlanych. W chwili ataku było tam 449 żołnierzy i lotników piechoty morskiej (w tym 27 oficerów) oraz 68 marynarzy (w tym 10 oficerów) . Wyspa była broniona przez baterie nadbrzeżne kalibru 127 mm i 76 mm, a na lotnisku stacjonowała eskadra lotnictwa piechoty morskiej VMF-211 z myśliwcami F4F-3 Wildcat . Już 8 grudnia 1941 r. wyspę zaatakowały samoloty japońskie, niemal równocześnie z atakiem na Pearl Harbor. 11 grudnia nadpłynęła 4. Flota wiceadmirała Inoue, z atolu Kwajalein . W skład japońskiego zespołu morskiego wchodziły małe krążowniki lekkie „Yūbari”, „Tenryū”, „Tatsuta”, niszczyciele „Yayoi”, „Mutsuki”, „Kisaragi”, „Hayate”, „Oite” i „Asanagi”, dwa patrolowce przebudowane ze starych niszczycieli nr 32 i nr 33 transportujące 450 żołnierzy japońskiej piechoty morskiej, oraz dwa statki transportowe.
Walki o Wake 11 grudnia były bardzo zacięte, w ich wyniku udało się odeprzeć pierwszy japoński atak. Atak rozpoczął się rano od ostrzeliwania wyspy przez japońskie okręty, płynące w szyku torowym . Nie przyniosło ono większych strat, natomiast japońskie okręty same stały się celem ostrzału baterii nadbrzeżnych, które zdołały zatopić niszczyciel „Hayate” i uszkodzić „Yayoi” i „Oite” . Drugi japoński niszczyciel – „Kisaragi” – został zatopiony bombą przez amerykański myśliwiec F4F-3 Wildcat startujący z lotniska na wyspie. Drobne uszkodzenia od ognia karabinów maszynowych myśliwców odniosły też krążowniki „Tenryū” i „Tatsuta” . W efekcie, japoński zespół odstąpił i powrócił na Kwajalein 13 grudnia, nie podejmując próby desantu .
21 grudnia zespół japoński powtórnie wypłynął z Kwajalein przeciwko Wake . Tym razem został wzmocniony przez wracający z ataku na Pearl Harbor 2. Dywizjon Lotniskowców w osłonie dwóch krążowników ciężkich 8. Eskadry (typu Tone) i dwóch niszczycieli, oraz cztery krążowniki ciężkie 6. Eskadry (typów Furutaka i Aoba), które wypłynęły 13 grudnia z Truk. Od 21 grudnia pozycje obrońców były bombardowane przez samoloty startujące z lotniskowców „Sōryū” i „Hiryū”. Decydujące uderzenie nastąpiło 23 grudnia 1941 r. Pod osłoną myśliwców Zero flocie desantowej udało się podpłynąć do brzegu Wake. Obrońcy wyposażeni głównie w karabiny powtarzalne i pistolety nie byli w stanie zatrzymać zmasowanego natarcia. Na kilkunastu stanowiskach bojowych nie przeżył ani jeden człowiek. Po godzinie walki, gdy zestrzelony został ostatni amerykański samolot, obrońcy zostali zmuszeni do kapitulacji.
Amerykanie postanowili jednak kontratakować – admirał Husband Kimmel wysłał trzy posiadane lotniskowce na pomoc obrońcom wyspy. Jeden z nich – USS „Saratoga” (dowódca zespołu – wiceadmirał Frank Jack Fletcher) – był w odległości około 420 mil morskich od Wake. Pozostałe lotniskowce tj. USS „Lexington” i USS „Enterprise” były dalej. Operacja została jednak odwołana przez wiceadmirała Williama Pye’a, który do czasu przybycia admirała Chestera Nimitza dowodził Flotą Pacyfiku po zdymisjonowaniu admirała Kimmela. 
W japońskiej niewoli znalazło się ponad 1600 jeńców. Większość etapami ewakuowano do różnych obozów jenieckich. 7 października 1943 roku w masowej egzekucji Japończycy rozstrzelali na Wake ostatnich 97 jeńców.
W dniach 5–6 października 1943 amerykański zespół TF-16 w składzie 6 lotniskowców kadm. Alfreda Montogmery'ego  z bombowcami nurkującymi SBD Dauntless na pokładach  dokonał rajdu na Wake. Wyspa ta, pozbawiona znaczenia strategicznego dla Amerykanów, została wyzwolona dopiero 4 września 1945.